# Parmelia ricasolioides
Parmelia ricasolioides är en lavart som beskrevs av Nyl. Parmelia ricasolioides ingår i släktet Parmelia och familjen Parmeliaceae.   Inga underarter finns listade i Catalogue of Life.